# Lista de aeroportos dos Estados Unidos
Esta é uma lista de aeroportos dos Estados Unidos, ordenada por estado ou território e depois por cidade. A relação lista os aeroportos com movimentos maior que 10 000 passageiros por ano, denominados pela Federal Aviation Administration de aeroportos primários.

## Alabama
Ver também Aeroportos do Alabama.
| Cidade     | FAA | ICAO | Aeroporto                                                   |
| ---------- | --- | ---- | ----------------------------------------------------------- |
| Birmingham | BHM | KBHM | Aeroporto Internacional de Birmingham-Shuttlesworth         |
| Dothan     | DHN | KDHN | Aeroporto Regional de Dothan                                |
| Huntsville | HSV | KHSV | Aeroporto Internacional de Huntsville (Carl T. Jones Field) |
| Mobile     | MOB | KMOB | Aeroporto Regional de Mobile                                |
| Montgomery | MGM | KMGM | Aeroporto Regional de Montgomery (Dannelly Field)           |

## Alasca
Ver também Aeroportos do Alasca.
| Cidade      | FAA | ICAO | Aeroporto                                    |
| ----------- | --- | ---- | -------------------------------------------- |
| Anchorage   | LHD | PALH | Hidrobase Lake Hood                          |
| Anchorage   | MRI | PAMR | Merrill Field                                |
| Anchorage   | ANC | PANC | Aeroporto Internacional Ted Stevens          |
| Aniak       | ANI | PANI | Aeroporto de Aniak                           |
| Barrow      | BRW | PABR | Aeroporto Memorial Wiley Post-Will Rogers    |
| Bethel      | BET | PABE | Aeroporto de Bethel                          |
| Cordova     | CDV | PACV | Aeroporto Merle K. (Mudhole) Smith           |
| Deadhorse   | SCC | PASC | Aeroporto de Deadhorse                       |
| Dillingham  | DLG | PADL | Aeroporto de Dillingham                      |
| Fairbanks   | FAI | PAFA | Aeroporto Internacional de Fairbanks         |
| Galena      | GAL | PAGA | Aeroporto Edward G. Pitka Sr.                |
| Gustavus    | GST | PAGS | Aeroporto de Gustavus                        |
| Homer       | HOM | PAHO | Aeroporto de Homer                           |
| Hoonah      | HNH | PAOH | Aeroporto de Hoonah                          |
| Juneau      | JNU | PAJN | Aeroporto Internacional de Juneau            |
| Kenai       | ENA | PAEN | Aeroporto Municipal de Kenai                 |
| Ketchikan   | KTN | PAKT | Aeroporto Internacional de Ketchikan         |
| King Salmon | AKN | PAKN | Aeroporto de King Salmon                     |
| Kodiak      | ADQ | PADQ | Aeroporto de Kodiak                          |
| Kotzebue    | OTZ | PAOT | Aeroporto Memorial Ralph Wien                |
| Nome        | OME | PAOM | Aeroporto de Nome                            |
| Petersburg  | PSG | PAPG | Aeroporto Petersburg James A. Johnson        |
| Sitka       | SIT | PASI | Aeroporto Sitka Rocky Gutierrez              |
| Unalaska    | DUT | PADU | Aeroporto de Unalaska (Aeroporto Tom Madsen) |
| Valdez      | VDZ | PAVD | Aeroporto de Valdez (Pioneer Field)          |
| Wrangell    | WRG | PAWG | Aeroporto de Wrangell                        |
| Yakutat     | YAK | PAYA | Aeroporto de Yakutat                         |

## Arizona
Ver também Aeroportos do Arizona.
| Cidade                 | FAA | ICAO | Aeroporto                                     |
| ---------------------- | --- | ---- | --------------------------------------------- |
| Bullhead City          | IFP | KIFP | Aeroporto Internacional de Laughlin/Bullhead  |
| Flagstaff              | FLG | KFLG | Aeroporto de Flagstaff Pulliam                |
| Grand Canyon / Tusayan | GCN | KGCN | Aeroporto Parque Nacional do Grand Canyon     |
| Page                   | PGA | KPGA | Aeroporto Municipal de Page                   |
| Peach Springs          | 1G4 | K1G4 | Aeroporto de Grand Canyon West                |
| Phoenix                | PHX | KPHX | Aeroporto Internacional de Phoenix Sky Harbor |
| Tucson                 | TUS | KTUS | Aeroporto Internacional de Tucson             |
| Yuma                   | YUM | KYUM | Aeroporto Internacional de Yuma / MCAS Yuma   |

## Arkansas
Ver também Aeroportos do Arkansas.
| Cidade       | FAA | ICAO | Aeroporto                                       |
| ------------ | --- | ---- | ----------------------------------------------- |
| Fayetteville | XNA | KXNA | Aeroporto Regional Northwest Arkansas           |
| Fort Smith   | FSM | KFSM | Aeroporto Regional de Fort Smith                |
| Little Rock  | LIT | KLIT | Aeroporto Nacional de Little Rock (Adams Field) |
| Texarkana    | TXK | KTXK | Aeroporto Regional de Texarkana (Webb Field)    |

## Califórnia
Ver também Aeroportos da Califórnia.
| Cidade          | FAA | ICAO | Aeroporto                                                          |
| --------------- | --- | ---- | ------------------------------------------------------------------ |
| Arcata / Eureka | ACV | KACV | Aeroporto de Arcata-Eureka                                         |
| Bakersfield     | BFL | KBFL | Meadows Field                                                      |
| Burbank         | BUR | KBUR | Aeroporto Bob Hope                                                 |
| Carlsbad        | CLD | KCLD | Aeroporto McClellan-Palomar                                        |
| Chico           | CIC | KCIC | Aeroporto Municipal de Chico                                       |
| Crescent City   | CEC | KCEC | Aeroporto do Condado de Del Norte (Jack McNamara Field)            |
| Fresno          | FAT | KFAT | Aeroporto Internacional Fresno Yosemite                            |
| Imperial        | IPL | KIPL | Aeroporto do Condado de Imperial                                   |
| Inyokern        | IYK | KIYK | Aeroporto de Inyokern                                              |
| Long Beach      | LGB | KLGB | Aeroporto de Long Beach (Daugherty Field)                          |
| Los Angeles     | LAX | KLAX | Aeroporto Internacional de Los Angeles                             |
| Modesto         | MOD | KMOD | Aeroporto da Cidade-Condado de Modesto (Harry Sham Field)          |
| Monterey        | MRY | KMRY | Aeroporto Monterey Peninsula                                       |
| Oakland         | OAK | KOAK | Aeroporto Internacional de Oakland                                 |
| Ontario         | ONT | KONT | Aeroporto Internacional de Ontario                                 |
| Oxnard          | OXR | KOXR | Aeroporto de Oxnard                                                |
| Palm Springs    | PSP | KPSP | Aeroporto Internacional de Palm Springs                            |
| Redding         | RDD | KRDD | Aeroporto Municipal de Redding                                     |
| Sacramento      | SMF | KSMF | Aeroporto Internacional de Sacramento                              |
| San Diego       | SAN | KSAN | Aeroporto Internacional de San Diego                               |
| São Francisco   | SFO | KSFO | Aeroporto Internacional de São Francisco                           |
| São José        | SJC | KSJC | Aeroporto Internacional Norman Y. Mineta São José                  |
| San Luis Obispo | SBP | KSBP | Aeroporto Regional do Condado de San Luis Obispo (McChesney Field) |
| Santa Ana       | SNA | KSNA | Aeroporto John Wayne (antigamente Aeroporto do Condado de Orange)  |
| Santa Bárbara   | SBA | KSBA | Aeroporto Municipal de Santa Bárbara                               |
| Santa Maria     | SMX | KSMX | Aeroporto Público de Santa Maria (Capt G. Allan Hancock Field)     |
| Stockton        | SCK | KSCK | Aeroporto Metropolitano de Stockton                                |
| Victorville     | VCV | KVCV | Aeroporto Logístico da Califórnia do Sul                           |

## Carolina do Norte
Ver também Aeroportos da Carolina do Norte.
| Cidade       | FAA | ICAO | Aeroporto                                          |
| ------------ | --- | ---- | -------------------------------------------------- |
| Asheville    | AVL | KAVL | Aeroporto Regional de Asheville                    |
| Charlotte    | CLT | KCLT | Aeroporto Internacional de Charlotte/Douglas       |
| Fayetteville | FAY | KFAY | Aeroporto Regional de Fayetteville (Grannis Field) |
| Greensboro   | GSO | KGSO | Aeroporto Internacional Piedmont Triad             |
| Greenville   | PGV | KPGV | Aeroporto de Pitt-Greenville                       |
| Jacksonville | OAJ | KOAJ | Aeroporto Albert J. Ellis                          |
| New Bern     | EWN | KEWN | Aeroporto Regional Coastal Carolina                |
| Raleigh      | RDU | KRDU | Aeroporto Internacional de Raleigh-Durham          |
| Wilmington   | ILM | KILM | Aeroporto Internacional de Wilmington              |

## Carolina do Sul
Ver também Aeroportos da Carolina do Sul.
| Cidade             | FAA | ICAO | Aeroporto                                              |
| ------------------ | --- | ---- | ------------------------------------------------------ |
| Charleston         | CHS | KCHS | Aeroporto Internacional de Charleston / Charleston AFB |
| Colúmbia           | CAE | KCAE | Aeroporto Metropolitano de Colúmbia                    |
| Florence           | FLO | KFLO | Aeroporto Regional de Florence                         |
| Greer              | GSP | KGSP | Aeroporto Internacional de Greenville-Spartanburg      |
| Hilton Head Island | HXD | KHXD | Aeroporto de Hilton Head                               |
| Myrtle Beach       | MYR | KMYR | Aeroporto Internacional de Myrtle Beach                |

## Colorado
Ver também Aeroportos do Colorado.
| Cidade           | FAA | ICAO | Aeroporto                                                                |
| ---------------- | --- | ---- | ------------------------------------------------------------------------ |
| Aspen            | ASE | KASE | Aeroporto do Condado de Pitkin-Aspen (Campo de pouso e decolagem Sardy)  |
| Colorado Springs | COS | KCOS | Aeroporto Municipal de Colorado Springs                                  |
| Denver           | DEN | KDEN | Aeroporto Internacional de Denver                                        |
| Durango          | DRO | KDRO | Aeroporto do Condado de La Plata-Durango                                 |
| Eagle            | EGE | KEGE | Aeroporto Regional do Condado de Eagle                                   |
| Grand Junction   | GJT | KGJT | Aeroporto Regional de Grand Junction (Campo de pouso e decolagem Walker) |
| Gunnison         | GUC | KGUC | Aeroporto Regional de Gunnison-Crested Butte                             |
| Hayden           | HDN | KHDN | Aeroporto Regional de Yampa Valley                                       |
| Montrose         | MTJ | KMTJ | Aeroporto Regional de Montrose                                           |
| Telluride        | TEX | KTEX | Aeroporto Regional de Telluride                                          |

## Connecticut
Ver também Aeroportos do Connecticut.
| Cidade        | FAA | ICAO | Aeroporto                             |
| ------------- | --- | ---- | ------------------------------------- |
| New Haven     | HVN | KHVN | Aeroporto Regional de Tweed-New Haven |
| Windsor Locks | BDL | KBDL | Aeroporto Internacional Bradley       |

## Dakota do Norte
Ver também Aeroportos da Dakota do Norte.
| Cidade      | FAA | ICAO | Aeroporto                              |
| ----------- | --- | ---- | -------------------------------------- |
| Bismarck    | BIS | KBIS | Aeroporto Municipal de Bismarck        |
| Fargo       | FAR | KFAR | Aeroporto Internacional Hector         |
| Grand Forks | GFK | KGFK | Aeroporto Internacional de Grand Forks |
| Minot       | MOT | KMOT | Aeroporto Internacional de Minot       |
| Williston   | ISN | KISN | Aeroporto Internacional Sloulin Field  |

## Dakota do Sul
Ver também Aeroportos da Dakota do Sul.
| Cidade      | FAA | ICAO | Aeroporto                                                               |
| ----------- | --- | ---- | ----------------------------------------------------------------------- |
| Aberdeen    | ABR | KABR | Aeroporto Regional de Aberdeen                                          |
| Pierre      | PIR | KPIR | Aeroporto Regional de Pierre                                            |
| Rapid City  | RAP | KRAP | Aeroporto Regional de Rapid City                                        |
| Sioux Falls | FSD | KFSD | Aeroporto Regional de Sioux Falls (Campo de pouso e decolagem Joe Foss) |

## Delaware
Ver também Aeroportos de Delaware.
Existem aeroportos não-primários (10.000+ passageiros por ano) ou de serviço comercial (2.500+ passageiros por ano) localizados em Delaware. Ver a categoria para aeroportos de aviação geral.

## Flórida
Ver também Aeroportos da Flórida.
| Cidade               | FAA | ICAO | Aeroporto |
| -------------------- | --- | ---- | --- |
| Daytona Beach        | DAB | KDAB | Aeroporto Internacional de Daytona Beach                                                                                                 |
| Fort Lauderdale      | FLL | KFLL | Aeroporto Internacional de Fort Lauderdale-Hollywood                                                                                     |
| Fort Myers           | RSW | KRSW | Aeroporto Internacional Southwest Flórida                                                                                                |
| Gainesville          | GNV | KGNV | Aeroporto Regional de Gainesville |
| Jacksonville         | JAX | KJAX | Aeroporto Internacional de Jacksonville                                                                                                  |
| Key West             | EYW | KEYW | Aeroporto Internacional de Key West |
| Melbourne            | MLB | KMLB | Aeroporto Internacional de Melbourne |
| Miami                | MIA | KMIA | Aeroporto Internacional de Miami |
| Orlando              | MCO | KMCO | Aeroporto Internacional de Orlando (McCoy Field)                                                                                         |
| Orlando              | SFB | KSFB | Aeroporto Internacional Orlando Sanford                                                                                                  |
| Panama City Beach    | PFN | KPFN | Aeroporto Internacional Northwest Flórida Beaches (aberto em 2010, substituindo o Aeroporto Internacional de Panama City-Condado de Bay) |
| Pensacola            | PNS | KPNS | Aeroporto Regional de Pensacola Gulf Coast                                                                                               |
| Punta Gorda          | PNS | KPNS | Aeroporto do Condado de Charlotte |
| Sarasota / Bradenton | SRQ | KSRQ | Aeroporto Internacional de Sarasota-Bradenton                                                                                            |
| São Petersburgo      | PIE | KPIE | Aeroporto Internacional de São Petersburgo-Clearwater                                                                                    |
| St. Augustine        | PIE | KPIE | Aeroporto Regional Northeast Flórida (antigo Aeroporto de St. Augustine)                                                                 |
| Tallahassee          | TLH | KTLH | Aeroporto Regional de Tallahassee |
| Tampa                | TPA | KTPA | Aeroporto Internacional de Tampa |
| Valparaiso           | VPS | KVPS | Aeroporto Regional Northwest Flórida / Eglin Air Force Base                                                                              |
| West Palm Beach      | PBI | KPBI | Aeroporto Internacional de Palm Beach |

## Geórgia
Ver também Aeroportos da Geórgia.
| Cidade    | FAA | ICAO | Aeroporto                                  |
| --------- | --- | ---- | ------------------------------------------ |
| Albany    | ABY | KABY | Aeroporto Regional do Sudeste de Geórgia   |
| Athens    | AHN | KAHN | Athens-Ben Epps Airport                    |
| Atlanta   | ATL | KATL | Aeroporto Internacional Hartsfield-Jackson |
| Augusta   | AGS | KAGS | Augusta Regional Airport at Bush Field     |
| Brunswick | BQK | KBQK | Brunswick Golden Isles Airport             |
| Columbus  | CSG | KCSG | Columbus Metropolitan Airport              |
| Macon     | MCN | KMCN | Middle Georgia Regional Airport            |
| Savannah  | SAV | KSAV | Savannah/Hilton Head International Airport |
| Valdosta  | VLD | KVLD | Aeroporto Regional de Valdosta             |

## Havaí
Ver também Aeroportos do Havaí.
| Cidade         | FAA | ICAO | Aeroporto                                        |
| -------------- | --- | ---- | ------------------------------------------------ |
| Hana           | HNM | PHHN | Aeroporto de Hana                                |
| Hilo           | ITO | PHTO | Aeroporto Internacional de Hino                  |
| Honolulu       | HNL | PHNL | Aeroporto Internacional de Honolulu / Hickam AFB |
| Kahului        | OGG | PHOG | Kahului Airport                                  |
| Kailua / Kona  | KOA | PHKO | Kona International Airport at Keahole            |
| Kaunakakai     | MKK | PHMK | Molokai Airport                                  |
| Lanai City     | LNY | PHNY | Lanai Airport                                    |
| Lihue (Lihu'e) | LIH | PHLI | Lihue Airport (Lihu'e Airport)                   |

## Idaho
Ver também Aeroportos do Idaho.
| Cidade      | FAA | ICAO | Aeroporto                                    |
| ----------- | --- | ---- | -------------------------------------------- |
| Boise       | BOI | KBOI | Boise Air Terminal (Gowen Field)             |
| Hailey      | SUN | KSUN | Friedman Memorial Airport                    |
| Idaho Falls | IDA | KIDA | Idaho Falls Regional Airport (Fanning Field) |
| Lewiston    | LWS | KLWS | Lewiston-Nez Perce County Airport            |
| Pocatello   | PIH | KPIH | Pocatello Regional Airport                   |
| Twin Falls  | TWF | KTWF | Magic Valley Regional Airport (Joslin Field) |

## Illinois
Ver também Aeroportos de Illinois.
| Cidade               | FAA | ICAO | Aeroporto                                |
| -------------------- | --- | ---- | ---------------------------------------- |
| Bloomington / Normal | BMI | KBMI | Central Illinois Regional Airport        |
| Champaign / Urbana   | CMI | KCMI | University of Illinois - Willard Airport |
| Chicago              | ORD | KORD | Aeroporto Internacional O'Hare           |
| Chicago              | MDW | KMDW | Aeroporto Internacional Midway           |
| Decatur              | DEC | KDEC | Decatur Airport                          |
| Marion               | MWA | KMWA | Williamson County Regional Airport       |
| Moline               | MLI | KMLI | Quad City International Airport          |
| Peoria               | PIA | KPIA | Greater Peoria Regional Airport          |
| Quincy               | UIN | KUIN | Quincy Regional Airport (Baldwin Field)  |
| Springfield          | SPI | KSPI | Abraham Lincoln Capital Airport          |

## Indiana
Ver também Aeroportos de Indiana.
| Cidade       | FAA | ICAO | Aeroporto                          |
| ------------ | --- | ---- | ---------------------------------- |
| Evansville   | EVV | KEVV | Evansville Regional Airport        |
| Fort Wayne   | FWA | KFWA | Fort Wayne International Airport   |
| Indianapolis | IND | KIND | Indianapolis International Airport |
| Lafayette    | LAF | KLAF | Purdue University Airport          |
| South Bend   | SBN | KSBN | South Bend Regional Airport        |

## Iowa
Ver também Aeroportos de Iowa.
| Cidade       | FAA | ICAO | Aeroporto                                  |
| ------------ | --- | ---- | ------------------------------------------ |
| Cedar Rapids | CID | KCID | Aeroporto de The Eastern Iowa              |
| Des Moines   | DSM | KDSM | Aeroporto Internacional de Des Moines      |
| Dubuque      | DBQ | KDBQ | Dubuque Regional Airport                   |
| Mason City   | MCW | KMCW | Mason City Municipal Airport               |
| Sioux City   | SUX | KSUX | Sioux Gateway Airport (Col. Bud Day Field) |
| Waterloo     | ALO | KALO | Waterloo Regional Airport                  |

## Kansas
Ver também Aeroportos do Kansas.
| Cidade    | FAA | ICAO | Aeroporto                     |
| --------- | --- | ---- | ----------------------------- |
| Manhattan | MHK | KMHK | Manhattan Regional Airport    |
| Topeka    | FOE | KFOE | Forbes Field                  |
| Wichita   | ICT | KICT | Wichita Mid-Continent Airport |

## Kentucky
Ver também Aeroportos do Kentucky.
| Cidade     | FAA | ICAO | Aeroporto                                                |
| ---------- | --- | ---- | -------------------------------------------------------- |
| Covington  | CVG | KCVG | Aeroporto Internacional de Cincinnati/Northern Kentucky  |
| Lexington  | LEX | KLEX | Aeroporto Blue Grass                                     |
| Louisville | SDF | KSDF | Aeroporto Internacional de Louisville (Standiford Field) |
| Paducah    | PAH | KPAH | Aeroporto Regional Barkley                               |

## Louisiana
Ver também Aeroportos da Louisiana.
| Cidade       | FAA | ICAO | Aeroporto                                               |
| ------------ | --- | ---- | ------------------------------------------------------- |
| Alexandria   | AEX | KAEX | Alexandria International Airport                        |
| Baton Rouge  | BTR | KBTR | Baton Rouge Metropolitan Airport (Ryan Field)           |
| Lafayette    | LFT | KLFT | Lafayette Regional Airport                              |
| Lake Charles | LCH | KLCH | Lake Charles Regional Airport                           |
| Monroe       | MLU | KMLU | Monroe Regional Airport                                 |
| New Orleans  | MSY | KMSY | Aeroporto Internacional de Nova Orleães Louis Armstrong |
| Shreveport   | SHV | KSHV | Shreveport Regional Airport                             |

## Maine
Ver também Aeroportos do Maine.
| Cidade       | FAA | ICAO | Aeroporto                                       |
| ------------ | --- | ---- | ----------------------------------------------- |
| Bangor       | BGR | KBGR | Bangor International Airport                    |
| Bar Harbor   | BHB | KBHB | Hancock County-Bar Harbor Airport               |
| Portland     | PWM | KPWM | Aeroporto Internacional de Portaland            |
| Presque Isle | PQI | KPQI | Northern Maine Regional Airport at Presque Isle |
| Rockland     | RKD | KRKD | Knox County Regional Airport                    |

## Maryland
Ver também Aeroportos de Maryland.
| Cidade     | FAA | ICAO | Aeroporto                                             |
| ---------- | --- | ---- | ----------------------------------------------------- |
| Baltimore  | BWI | KBWI | Aeroporto Internacional Baltimore-Washington          |
| Hagerstown | HGR | KHGR | Hagerstown Regional Airport (Richard A. Henson Field) |
| Salisbury  | SBY | KSBY | Salisbury-Ocean City Wicomico Regional Airport        |

## Massachusetts
Ver também Aeroportos de Massachusetts.
| Cidade         | FAA | ICAO | Aeroporto                                             |
| -------------- | --- | ---- | ----------------------------------------------------- |
| Bedford        | BED | KBED | Laurence G. Hanscom Field / Hanscom AFB               |
| Boston         | BOS | KBOS | Aeroporto Internacional de Boston Logan               |
| Hyannis        | HYA | KHYA | Barnstable Municipal Airport (Boardman/Polando Field) |
| Nantucket      | ACK | KACK | Nantucket Memorial Airport                            |
| New Bedford    | EWB | KEWB | New Bedford Regional Airport                          |
| Provincetown   | PVC | KPVC | Provincetown Municipal Airport                        |
| Vineyard Haven | MVY | KMVY | Martha's Vineyard Airport                             |
| Worcester      | ORH | KORH | Worcester Regional Airport                            |

## Michigan
Ver também Aeroportos de Michigan.
| Cidade           | FAA | ICAO | Aeroporto                                       |
| ---------------- | --- | ---- | ----------------------------------------------- |
| Alpena           | APN | KAPN | Alpena County Regional Airport                  |
| Charlevoix       | CVX | KCVX | Charlevoix Municipal Airport                    |
| Detroit          | DTW | KDTW | Aeroporto Metropolitano de Detroit Wayne County |
| Flint            | FNT | KFNT | Bishop International Airport                    |
| Grand Rapids     | GRR | KGRR | Gerald R. Ford International Airport            |
| Hancock          | CMX | KCMX | Houghton County Memorial Airport                |
| Kalamazoo        | AZO | KAZO | Kalamazoo/Battle Creek International Airport    |
| Lansing          | LAN | KLAN | Aeroporto Internacional de Lansing              |
| Marquette        | SAW | KSAW | Sawyer International Airport (IATA code: MQT)   |
| Muskegon         | MKG | KMKG | Muskegon County Airport                         |
| Pellston         | PLN | KPLN | Pellston Regional Airport of Emmet County       |
| Saginaw          | MBS | KMBS | MBS International Airport                       |
| Sault Ste. Marie | CIU | KCIU | Chippewa County International Airport           |
| Traverse City    | TVC | KTVC | Cherry Capital Airport                          |

## Minnesota
Ver também Aeroportos do Minnesota.
| Cidade              | FAA | ICAO | Aeroporto                                  |
| ------------------- | --- | ---- | ------------------------------------------ |
| Bemidji             | BJI | KBJI | Bemidji Regional Airport                   |
| Brainerd            | BRD | KBRD | Brainerd Lakes Regional Airport            |
| Duluth              | DLH | KDLH | Duluth International Airport               |
| International Falls | INL | KINL | Falls International Airport                |
| Minneapolis         | MSP | KMSP | Minneapolis-St. Paul International Airport |
| Rochester           | RST | KRST | Rochester International Airport            |
| St. Cloud           | STC | KSTC | St. Cloud Regional Airport                 |

## Mississippi
Ver também Aeroportos do Mississippi.
| Cidade               | FAA | ICAO | Aeroporto                                   |
| -------------------- | --- | ---- | ------------------------------------------- |
| Columbus             | GTR | KGTR | Golden Triangle Regional Airport            |
| Gulfport / Biloxi    | GPT | KGPT | Gulfport-Biloxi International Airport       |
| Hattiesburg / Laurel | PIB | KPIB | Hattiesburg-Laurel Regional Airport         |
| Jackson              | JAN | KJAN | Jackson-Evers International Airport         |
| Meridian             | MEI | KMEI | Meridian Regional Airport (Key Field)       |
| Tupelo               | TUP | KTUP | Tupelo Regional Airport (C.D. Lemons Field) |

## Missouri
Ver também Aeroportos do Missouri.
| Cidade      | FAA | ICAO | Aeroporto                               |
| ----------- | --- | ---- | --------------------------------------- |
| Columbia    | COU | KCOU | Columbia Regional Airport               |
| Joplin      | JLN | KJLN | Joplin Regional Airport                 |
| Kansas City | MCI | KMCI | Aeroporto Internacional de Kansas City  |
| Springfield | SGF | KSGF | Springfield-Branson Regional Airport    |
| St. Louis   | STL | KSTL | Lambert-St. Louis International Airport |

## Montana
Ver também Aeroportos do Montana.
| Cidade      | FAA | ICAO | Aeroporto                            |
| ----------- | --- | ---- | ------------------------------------ |
| Billings    | BIL | KBIL | Billings Logan International Airport |
| Bozeman     | BZN | KBZN | Gallatin Field Airport               |
| Butte       | BTM | KBTM | Bert Mooney Airport                  |
| Great Falls | GTF | KGTF | Great Falls International Airport    |
| Helena      | HLN | KHLN | Helena Regional Airport              |
| Kalispell   | GPI | KGPI | Glacier Park International Airport   |
| Missoula    | MSO | KMSO | Missoula International Airport       |
| Sidney      | SDY | KSDY | Sidney-Richland Municipal Airport    |

## Nebraska
Ver também Aeroportos de Nebraska.
| Cidade  | FAA | ICAO | Aeroporto       |
| ------- | --- | ---- | --------------- |
| Lincoln | LNK | KLNK | Lincoln Airport |
| Omaha   | OMA | KOMA | Eppley Airfield |

## Nevada
Ver também Aeroportos de Nevada.
| Cidade    | FAA | ICAO | Aeroporto                                 |
| --------- | --- | ---- | ----------------------------------------- |
| Elko      | EKO | KEKO | Elko Regional Airport (J.C. Harris Field) |
| Las Vegas | VGT | KVGT | Aeroporto North Las Vegas                 |
| Las Vegas | LAS | KLAS | Aeroporto Internacional McCarran          |
| Reno      | RNO | KRNO | Reno-Tahoe International Airport          |

## Nova Hampshire
Ver também Aeroportos de Nova Hampshire.
| Cidade     | FAA | ICAO | Aeroporto                             |
| ---------- | --- | ---- | ------------------------------------- |
| Manchester | MHT | KMHT | Manchester-Boston Regional Airport    |
| Portsmouth | PSM | KPSM | Pease International Tradeport Airport |

## Nova Iorque
Ver também Aeroportos de Nova Iorque.
| Cidade           | FAA | ICAO | Aeroporto                                               |
| ---------------- | --- | ---- | ------------------------------------------------------- |
| Albany           | ALB | KALB | Albany International Airport                            |
| Binghamton       | BGM | KBGM | Greater Binghamton Airport (Edwin A. Link Field)        |
| Buffalo          | BUF | KBUF | Buffalo Niagara International Airport                   |
| Elmira / Corning | ELM | KELM | Elmira/Corning Regional Airport                         |
| Islip            | ISP | KISP | Long Island MacArthur Airport                           |
| Ithaca           | ITH | KITH | Ithaca Tompkins Regional Airport                        |
| Jamestown        | JHW | KJHW | Chautauqua County/Jamestown Airport                     |
| Nova Iorque      | JFK | KJFK | Aeroporto Internacional John F. Kennedy                 |
| Nova Iorque      | LGA | KLGA | Aeroporto de LaGuardia (ver também Marine Air Terminal) |
| Newburgh         | SWF | KSWF | Stewart International Airport                           |
| Rochester        | ROC | KROC | Greater Rochester International Airport                 |
| Syracuse         | SYR | KSYR | Syracuse Hancock International Airport                  |
| White Plains     | HPN | KHPN | Westchester County Airport                              |

## Nova Jérsei
Ver também Aeroportos de Nova Jérsei.
| Cidade        | FAA | ICAO | Aeroporto                                 |
| ------------- | --- | ---- | ----------------------------------------- |
| Atlantic City | ACY | KACY | Atlantic City International Airport       |
| Newark        | EWR | KEWR | Aeroporto Internacional de Newark Liberty |
| Trenton       | TTN | KTTN | Trenton-Mercer Airport                    |

## Novo México
Ver também Aeroportos do Novo Mexico.
| Cidade      | FAA | ICAO | Aeroporto                       |
| ----------- | --- | ---- | ------------------------------- |
| Albuquerque | ABQ | KABQ | Aeroporto Internacional Sunport |
| Farmington  | FMN | KFMN | Four Corners Regional Airport   |
| Santa Fe    | SAF | KSAF | Santa Fe Municipal Airport      |

## Ohio
Ver também Aeroportos do Ohio.
Nota: Cincinnati é servida pelo Aeroporto Internacional de Cincinnati/Northern Kentucky localizado no Kentucky.
| Cidade    | FAA | ICAO | Aeroporto                                    |
| --------- | --- | ---- | -------------------------------------------- |
| Akron     | CAK | KCAK | Akron-Canton Regional Airport                |
| Cleveland | CLE | KCLE | Aeroporto Internacional de Cleveland Hopkins |
| Columbus  | CMH | KCMH | Port Columbus International Airport          |
| Dayton    | DAY | KDAY | James M. Cox Dayton International Airport    |
| Toledo    | TOL | KTOL | Toledo Express Airport                       |

## Oklahoma
Ver também Aeroportos de Oklahoma.
| Cidade        | FAA | ICAO | Aeroporto                         |
| ------------- | --- | ---- | --------------------------------- |
| Lawton        | LAW | KLAW | Lawton-Fort Sill Regional Airport |
| Oklahoma City | OKC | KOKC | Will Rogers World Airport         |
| Tulsa         | TUL | KTUL | Tulsa International Airport       |

## Oregon
Ver também Aeroportos do Oregon.
| Cidade        | FAA | ICAO | Aeroporto                                                      |
| ------------- | --- | ---- | -------------------------------------------------------------- |
| Eugene        | EUG | KEUG | Eugene Airport (Mahlon Sweet Field)                            |
| Klamath Falls | LMT | KLMT | Klamath Falls Airport (Kingsley Field)                         |
| Medford       | MFR | KMFR | Rogue Valley International-Medford Airport                     |
| North Bend    | OTH | KOTH | Southwest Oregon Regional Airport (was North Bend Municipal)   |
| Pendleton     | PDT | KPDT | Eastern Oregon Regional Airport at Pendleton                   |
| Portland      | PDX | KPDX | Aeroporto Internacional de Portland                            |
| Redmond       | RDM | KRDM | Redmond Municipal Airport (Campo de pouso e decolagem Roberts) |

## Pensilvânia
Ver também Aeroportos da Pensilvânia.
| Cidade                                | FAA | ICAO | Aeroporto                                                            |
| ------------------------------------- | --- | ---- | -------------------------------------------------------------------- |
| Allentown (Pensilvânia)               | ABE | KABE | Lehigh Valley International Airport                                  |
| Altoona (Pensilvânia)                 | AOO | KAOO | Altoona-Blair County Airport                                         |
| DuBois (Pensilvânia) / Falls Creek    | DUJ | KDUJ | DuBois Regional Airport (formerly DuBois-Jefferson County Airport)   |
| Erie (Pensilvânia)                    | ERI | KERI | Erie International Airport (Campo de pouso e decolagem Tom Ridge)    |
| Filadélfia                            | PHL | KPHL | Aeroporto Internacional de Filadélfia                                |
| Harrisburg (Pensilvânia) / Middletown | MDT | KMDT | Harrisburg International Airport                                     |
| Johnstown (Pensilvânia)               | JST | KJST | John Murtha Johnstown-Cambria County Airport                         |
| Lancaster (Pensilvânia)               | LNS | KLNS | Lancaster Airport                                                    |
| Latrobe (Pensilvânia)                 | LBE | KLBE | Arnold Palmer Regional Airport                                       |
| Pittsburgh                            | PIT | KPIT | Aeroporto Internacional de Pittsburgh                                |
| Reading (Pensilvânia)                 | RDG | KRDG | Reading Regional Airport (Campo de pouso e decolagem Carl A. Spaatz) |
| State College (Pensilvânia)           | UNV | KUNV | University Park Airport                                              |
| Wilkes-Barre (Pensilvânia) / Scranton | AVP | KAVP | Wilkes-Barre/Scranton International Airport                          |
| Williamsport (Pensilvânia)            | IPT | KIPT | Williamsport Regional Airport                                        |

## Rhode Island
Ver também Aeroportos de Rhode Island.
| Cidade     | FAA | ICAO | Aeroporto                            |
| ---------- | --- | ---- | ------------------------------------ |
| Providence | PVD | KPVD | Theodore Francis Green State Airport |

## Tennessee
Ver também Aeroportos do Tennessee.
| Cidade                   | FAA | ICAO | Aeroporto                                                               |
| ------------------------ | --- | ---- | ----------------------------------------------------------------------- |
| Chattanooga              | CHA | KCHA | Chattanooga Metropolitan Airport (Campo de pouso e decolagem Lovell)    |
| Knoxville                | TYS | KTYS | McGhee Tyson Airport                                                    |
| Memphis                  | MEM | KMEM | Aeroporto Internacional de Memphis                                      |
| Nashville                | BNA | KBNA | Aeroporto Internacional de Nashville (Campo de pouso e decolagem Berry) |
| Tri-Cities / Blountville | TRI | KTRI | Tri-Cities Regional Airport                                             |

## Texas
Ver também Aeroportos do Texas.
| Cidade                 | FAA | ICAO | Aeroporto                                                            |
| ---------------------- | --- | ---- | -------------------------------------------------------------------- |
| Abilene                | ABI | KABI | Aeroporto Regional de Abilene                                        |
| Amarillo               | AMA | KAMA | Aeroporto Internacional Rick Husband                                 |
| Austin                 | AUS | KAUS | Aeroporto Internacional de Austin-Bergstrom                          |
| Beaumont / Port Arthur | BPT | KBPT | Aeroporto Regional de Southeast Texas                                |
| Brownsville            | BRO | KBRO | Aeroporto Internacional de Brownsville/South Padre Island            |
| College Station        | CLL | KCLL | Aeroporto Easterwood                                                 |
| Corpus Christi         | CRP | KCRP | Aeroporto Internacional de Corpus Christi                            |
| Dallas                 | DAL | KDAL | Campo de pouso e decolagem de Dallas Love                            |
| Dallas / Fort Worth    | DFW | KDFW | Aeroporto Internacional de Dallas-Fort Worth                         |
| El Paso                | ELP | KELP | Aeroporto Internacional de El Paso                                   |
| Harlingen              | HRL | KHRL | Aeroporto Internacional Valley                                       |
| Houston                | HOU | KHOU | Aeroporto William P. Hobby                                           |
| Houston                | IAH | KIAH | Aeroporto Internacional George Bush                                  |
| Houston                | EFD | KEFD | Campo de pouso e decolagem Ellington                                 |
| Killeen / Fort Hood    | GRK | KGRK | Aeroporto Regional de Killeen-Fort Hood / Robert Gray Army Airfield  |
| Laredo                 | LRD | KLRD | Aeroporto Internacional de Laredo                                    |
| Longview               | GGG | KGGG | Aeroporto Regional de East Texas                                     |
| Lubbock                | LBB | KLBB | Aeroporto Internacional de Lubbock Preston Smith                     |
| McAllen                | MFE | KMFE | Aeroporto Internacional de McAllen-Miller                            |
| Midland                | MAF | KMAF | Aeroporto Internacional de Midland                                   |
| San Angelo             | SJT | KSJT | Aeroporto Regional de San Angelo (Campo de pouso e decolagem Mathis) |
| San Antonio            | SAT | KSAT | Aeroporto Internacional de San Antonio                               |
| Tyler                  | TYR | KTYR | Aeroporto Regional de Tyler Pounds                                   |
| Victoria               | VCT | KVCT | Aeroporto Regional de Victoria                                       |
| Waco                   | ACT | KACT | Aeroporto Regional de Waco                                           |
| Wichita Falls          | SPS | KSPS | Aeroporto Municipal de Wichita Falls / Sheppard Air Force Base       |

## Utah
Ver também Aeroportos de Utah.
| Cidade         | FAA | ICAO | Aeroporto                                 |
| -------------- | --- | ---- | ----------------------------------------- |
| Cedar City     | CDC | KCDC | Aeroporto Regional de Cedar City          |
| Salt Lake City | SLC | KSLC | Aeroporto Internacional de Salt Lake City |
| St. George     | SGU | KSGU | Aeroporto Municipal de St. George         |

## Vermont
Ver também Aeroportos de Vermont.
| Cidade     | FAA | ICAO | Aeroporto                             |
| ---------- | --- | ---- | ------------------------------------- |
| Burlington | BTV | KBTV | Aeroporto Internacional de Burlington |

## Virgínia
Ver também Aeroportos da Virgínia.
Esta lista inclui dois aeroportos que servem a área metropolitana de Washington, D.C., mas que atualmente localizam-se em Virgínia: Aeroporto Nacional de Washington Ronald Reagan e Aeroporto Internacional de Washington Dulles. Ambos aeroportos são operados pelo Metropolitan Washington Airports Authority.
| Cidade                       | FAA | ICAO | Aeroporto                                                                  |
| ---------------------------- | --- | ---- | -------------------------------------------------------------------------- |
| Arlington / Washington, D.C. | DCA | KDCA | Aeroporto Nacional de Washington Ronald Reagan                             |
| Chantilly / Washington, D.C. | IAD | KIAD | Aeroporto Internacional Washington Dulles                                  |
| Charlottesville              | CHO | KCHO | Aeroporto de Charlottesville-Albemarle                                     |
| Lynchburg                    | LYH | KLYH | Aeroporto Regional de Lynchburg (Campo de pouso e decolagem Preston Glenn) |
| Newport News                 | PHF | KPHF | Aeroporto Internacional de Newport News/Williamsburg                       |
| Norfolk                      | ORF | KORF | Aeroporto internacional de Norfolk                                         |
| Richmond                     | RIC | KRIC | Aeroporto Internacional de Richmond                                        |
| Roanoke                      | ROA | KROA | Aeroporto Regional de Roanoke (Campo de pouso e decolagem Woodrum)         |

## Virgínia Ocidental
Ver também Aeroportos da Virgínia Ocidental.
| Cidade      | FAA | ICAO | Aeroporto                                                                           |
| ----------- | --- | ---- | ----------------------------------------------------------------------------------- |
| Charleston  | CRW | KCRW | Aeroporto Yeager                                                                    |
| Clarksburg  | CKB | KCKB | Aeroporto Regional Harrison/Marion                                                  |
| Huntington  | HTS | KHTS | Aeroporto Tri-State (Campo de pouso e decolagem Milton J. Ferguson)                 |
| Morgantown  | MGW | KMGW | Aeroporto Municipal de Morgantown (Campo de pouso de decolagem Walter L. Bill Hart) |
| Parkersburg | PKB | KPKB | Aeroporto Regional de Mid-Ohio Valley                                               |

## Washington
Ver também Aeroportos de Washington.
| Cidade                    | FAA | ICAO | Aeroporto                                                                      |
| ------------------------- | --- | ---- | ------------------------------------------------------------------------------ |
| Bellingham                | BLI | KBLI | Aeroporto Internacional de Bellingham                                          |
| Friday Harbor             | FHR | KFHR | Aeroporto de Friday Harbor                                                     |
| Pasco                     | PSC | KPSC | Aeroporto de Tri-Cities                                                        |
| Port Angeles              | CLM | KCLM | Aeroporto Internacional William R. Fairchild                                   |
| Pullman / Moscow          | PUW | KPUW | Aeroporto Regional de Pullman-Moscow                                           |
| Seattle                   | BFI | KBFI | Aeroporto Internacional do Condado de King (Campo de pouso e decolagem Boeing) |
| Seattle / Tacoma (SeaTac) | SEA | KSEA | Aeroporto Internacional de Seattle-Tacoma                                      |
| Spokane                   | GEG | KGEG | Aeroporto Internacional de Spokane (Campo de pouso e decolagem Geiger)         |
| Walla Walla               | ALW | KALW | Aeroporto Regional de Walla Walla                                              |
| Wenatchee                 | EAT | KEAT | Aeroporto Memorial Pangborn                                                    |
| Yakima                    | YKM | KYKM | Terminal Aéreo de Yakima (Campo de pouso e decolagem McAllister)               |

## Wisconsin
Ver também Aeroportos de Wisconsin.
| Cidade      | FAA | ICAO | Aeroporto                                                                |
| ----------- | --- | ---- | ------------------------------------------------------------------------ |
| Appleton    | ATW | KATW | Aeroporto Regional do Condado de Outagamie                               |
| Eau Claire  | EAU | KEAU | Aeroporto Regional de Chippewa Valley                                    |
| Green Bay   | GRB | KGRB | Aeroporto Internacional Austin Straubel                                  |
| La Crosse   | LSE | KLSE | Aeroporto Municipal de La Crosse                                         |
| Madison     | MSN | KMSN | Aeroporto Regional do Condado de Dane (Campo de pouso e decolagem Truax) |
| Milwaukee   | MKE | KMKE | Aeroporto Internacional General Mitchell                                 |
| Mosinee     | CWA | KCWA | Aeroporto do Central de Wisconsin                                        |
| Rhinelander | RHI | KRHI | Aeroporto de Rhinelander-Condado de Oneida                               |

## Wyoming
Ver também Aeroportos do Wyoming.
| Cidade   | FAA | ICAO | Aeroporto                                                               |
| -------- | --- | ---- | ----------------------------------------------------------------------- |
| Casper   | CPR | KCPR | Aeroporto Internacional do Condado de Natrona                           |
| Cheyenne | CYS | KCYS | Aeroporto Regional de Cheyenne (Campo de pouso e decolagem Jerry Olson) |
| Cody     | COD | KCOD | Aeroporto Regional Yellowstone                                          |
| Gillette | GCC | KGCC | Aeroporto do Condado de Gillette-Campbell                               |
| Jackson  | JAC | KJAC | Aeroporto de Jackson Hole                                               |
| Riverton | RIW | KRIW | Aeroporto Regional de Riverton                                          |
| Sheridan | SHR | KSHR | Aeroporto do Condado de Sheridan                                        |

## Guam(Território dos Estados Unidos)
| Cidade | FAA | ICAO | Aeroporto                                                                    |
| ------ | --- | ---- | ---------------------------------------------------------------------------- |
| Agana  | GUM | PGUM | Aeroporto Internacional de Guam (Aeroporto Internacional Antonio B. Won Pat) |

## Ilhas Marianas do Norte(Commonwealth dos Estados Unidos)
| Cidade                    | FAA | ICAO | IATA | Aeroporto                                            |
| ------------------------- | --- | ---- | ---- | ---------------------------------------------------- |
| Obyan, Ilha Saipan        | GSN | PGSN | SPN  | Aeroporto Internacional de Saipan (Francisco C. Ada) |
| Peipeinimaru, Ilha Tinian | TNI | PGWT | TIQ  | Aeroporto Internacional de Tinian (Tinian Ocidental) |
| Ilha de Rota              | GRO | PGRO | ROP  | Aeroporto Internacional de Rota                      |

## Ilhas Virgens Americanas(Território dos Estados Unidos)
| Cidade                         | FAA | ICAO | Aeroporto                  |
| ------------------------------ | --- | ---- | -------------------------- |
| Charlotte Amalie, Saint Thomas | STT | TIST | Aeroporto Cyril E. King    |
| Christiansted, Saint Croix     | STX | TISX | Aeroporto Henry E. Rohlsen |

## Porto Rico(Commonwealth dos Estados Unidos)
| Cidade          | FAA | ICAO | Aeroporto                                                          |
| --------------- | --- | ---- | ------------------------------------------------------------------ |
| Aguadilla       | BQN | TJBQ | Aeroporto Rafael Hernández                                         |
| Fajardo         | X95 | TJFA | Aeroporto Diego Jiménez Torres (IATA: FAJ)                         |
| Ilha de Vieques | VQS | TJVQ | Antonio Rivera Rodríguez Airport (Aeroporto de Vieques)            |
| Mayagüez        | MAZ | TJMZ | Aeroporto Eugenio María de Hostos                                  |
| San Juan        | SIG | TJIG | Aeroporto Fernando Luis Ribas Dominicci (Aeroporto de Isla Grande) |
| San Juan        | SJU | TJSJ | Aeroporto Internacional Luis Muñoz Marín                           |

## Samoa Americana(Território dos Estados Unidos)
| Cidade    | FAA | ICAO | Aeroporto                            |
| --------- | --- | ---- | ------------------------------------ |
| Pago Pago | PPG | NSTU | Aeroporto Internacional de Pago Pago |